# فريدريش ويلهلم زيغلر
فريدريش ويلهلم زيغلر (بالألمانية: Friedrich Wilhelm Ziegler )‏ (و. 1759 – 1827 م) هو ممثل، ومؤلف، وممثل مسرحي، وكاتب ألماني، ولد في براونشفايغ، توفي في براتيسلافا، عن عمر يناهز 68 عاماً.